# 白山神社 (八王子市)
白山神社（はくさんじんじゃ）は、東京都八王子市にある神社。八王子八十八景のひとつ。

## 概要
1154年（仁平4年）の経巻が1826年（文政9年）に出土した東京都最古の経塚であり、また多摩地域での武士と摂関家の関係、天台宗の僧侶の活動を知る重要な遺跡となっている。境内末社に天満宮、金比羅神社、秋葉神社、山王大権現がある。

## 歴史
1154年（仁平4年）に比叡山西塔の武蔵坊弁慶と血縁を持つ弁智の働き掛けに有阿・順応らが賛同、小野氏・清原氏が援助し法華経8巻・観普賢経1巻・観無量義経1巻の経典一式を奉納した。関東七社の一つではないかと考えられている。観普賢経には長隆寺という寺が書かれているが現存しておらず境内に礎石が置かれているだけである。
小田原征伐により1590年（天正18年）6月、焼失。1613年（慶長18年）覚円坊（木曽村、現：町田市）の頼長権大僧都、伊藤九朗左衛門が大旦那となり再建される。神仏分離令が出されるまで常宝院が別当となる。
1826年（文政9年）に前述の経典一式が出土する。船木田荘の記述などが発見されている。

### 沿革
- 1154年（仁平4年） - 弁智らが経典一式を奉納。
- 1590年（天正18年）6月 - 小田原征伐により焼失。
- 1613年（慶長18年） - 再建、常宝院が別当となる。
- 1826年（文政9年） - 経典一式が出土。
- 1873年（明治6年）12月 - 由木村村社となる。
- 1909年（明治42年） - 覆殿・幣殿を新築する。
- 1928年（昭和3年） - 拝殿を改築。
- 1945年（昭和20年）12月 - 神道指令により国家神道廃止。宗教法人八王子白山神社社務所発足。
- 1975年（昭和50年） - 「天皇陛下即位50周年記念事業」として社殿・参道などを改修。

## アクセス
- JR八王子駅北口 八71系統：片倉台行
- JR八王子駅南口 八65系統：片倉台行、八68系統：西武北野台行、八69系統：八王子みなみ野駅行
- 北野駅 北05：片倉台行、北06系統：八王子みなみ野駅行、北08系統：西武北野台行「白山神社」停留所下車、徒歩5分